# مخلفات الزوابع الأخيرة (مسلسل)
مخلفات الزوابع الأخيرة - وادي الغجر هو مسلسل درامي إجتماعي وتشويق من إنتاج المركز العربي للإنتاج الإعلامي - الأردن، المنتج عدنان العواملة، المنتج التنفيذي طلال العواملة، إخراج مازن عجاوي، بطولة عاكف نجم، مديحة كنيفاتي و آخرون.
المسلسل مقتبس عن رواية بنفس الإسم للكاتب جمال ناجي والذي كتب المسلسل.

## قصة المسلسل
يقدم وادي الغجر حياة الناس في زمانهم الذي يسحق البراءة والبساطة والعلاقات الفطرية في مكانهم الآمن من خلال أحداث وشخصيات رسمتها رواية مخلفات الزوابع الأخيرة للروائي الأردني جمال ناجي الحائزة على جائزة الدولة التقديرية العام 1989.
شيئاً فشيئاً، تدب الحياة في وادي الغجر وتهب الزوابع العاصفة في أركانه محملة بأفعال أبو الليث ونزار وعصابتهما التي تعتدي على بهاج الغجرية الحسناء، ليجد كل من كياز وسبلو وهجير وجبر وسواهم من أهل الوادي أنفسهم في مواجهة مخلفات الزوابع الأخيرة.
ما بين تحذيرات العرافة الغجرية العجوز نظما ورحيل سبلو عن خرابيش بني قومه إلى الوادي حكاية ملؤها الرهبة والغموض وشبح شرٍّ مستطير يخيم على أهل الوادي ويزلزل سكينتهم وبساطة حياتهم ليستفيقوا على إثر ذلك وقد أصبحوا جزءاً من المدينة التي امتدت إليهم واجتاحتهم بتوسعها، فالعمل رحلة قلقة مضطربة وقصة عشق جمال تتطور ما بين الإغواء والفتنة، وتتعقد أحداثها بين غموض الوادي ورهبة سفحه الذي تنبع منه الشرور وشراهة الطمع والشهوات الآثمة التي تعلن عن نفسها بجريمة تبقى لغزاً في عمر الوادي وأهله.

## بطولة
عاكف نجم، نبيل المشيني، مديحة كنيفاتي، إبراهيم أبو الخير، لويز عبد الكريم، حابس العبادي، حسن سبايلة.